# John Theodore Buchholz
John Theodore Buchholz (* 14. Juli 1888 in Polk County, Nebraska; † 1. Juli 1951 in Urbana, Illinois) war ein US-amerikanischer Botaniker. Sein offizielles botanisches Autorenkürzel lautet „J.Buchholz“. Früher war auch das Kürzel „Buchh.“ in Gebrauch.
Sein Schwerpunkt waren die Koniferen.

## Schriften
- Suspensor and Early Embryo of Pinus. In: Botanical Gazette. Band 66, Nr. 3, September 1918, S. 185, doi:10.1086/332331, JSTOR:1218262 (englisch).
- mit Ernest Jesse Palmer: Supplement to the Catalogue of Arkansas plants. In: Transactions of the Academy of Science of St. Louis. Band 25, Nr. 6, 1926, doi:10.5962/bhl.title.62304 (englisch).